# Cerro Jatun Khasa (berg i Cochabamba)
Cerro Jatun Khasa är ett berg i Bolivia.   Det ligger i departementet Cochabamba, i den centrala delen av landet, 240 km nordväst om huvudstaden Sucre. Toppen på Cerro Jatun Khasa är 4 686 meter över havet, eller 42 meter över den omgivande terrängen. Bredden vid basen är 0,58 km.
Terrängen runt Cerro Jatun Khasa är kuperad åt nordost, men åt sydväst är den bergig. Runt Cerro Jatun Khasa är det ganska tätbefolkat, med 230 invånare per kvadratkilometer.. 
Trakten runt Cerro Jatun Khasa består i huvudsak av gräsmarker.